# Vangsmjøse
Le Vangsmjøse (également appelé Vangsmjøsi ou Vangsmjøsa) est un lac situé dans la municipalité de Vang, dans le comté d'Oppland, en Norvège. Il a une superficie de 18,25 km2 et sa profondeur est d'environ 154 mètres.

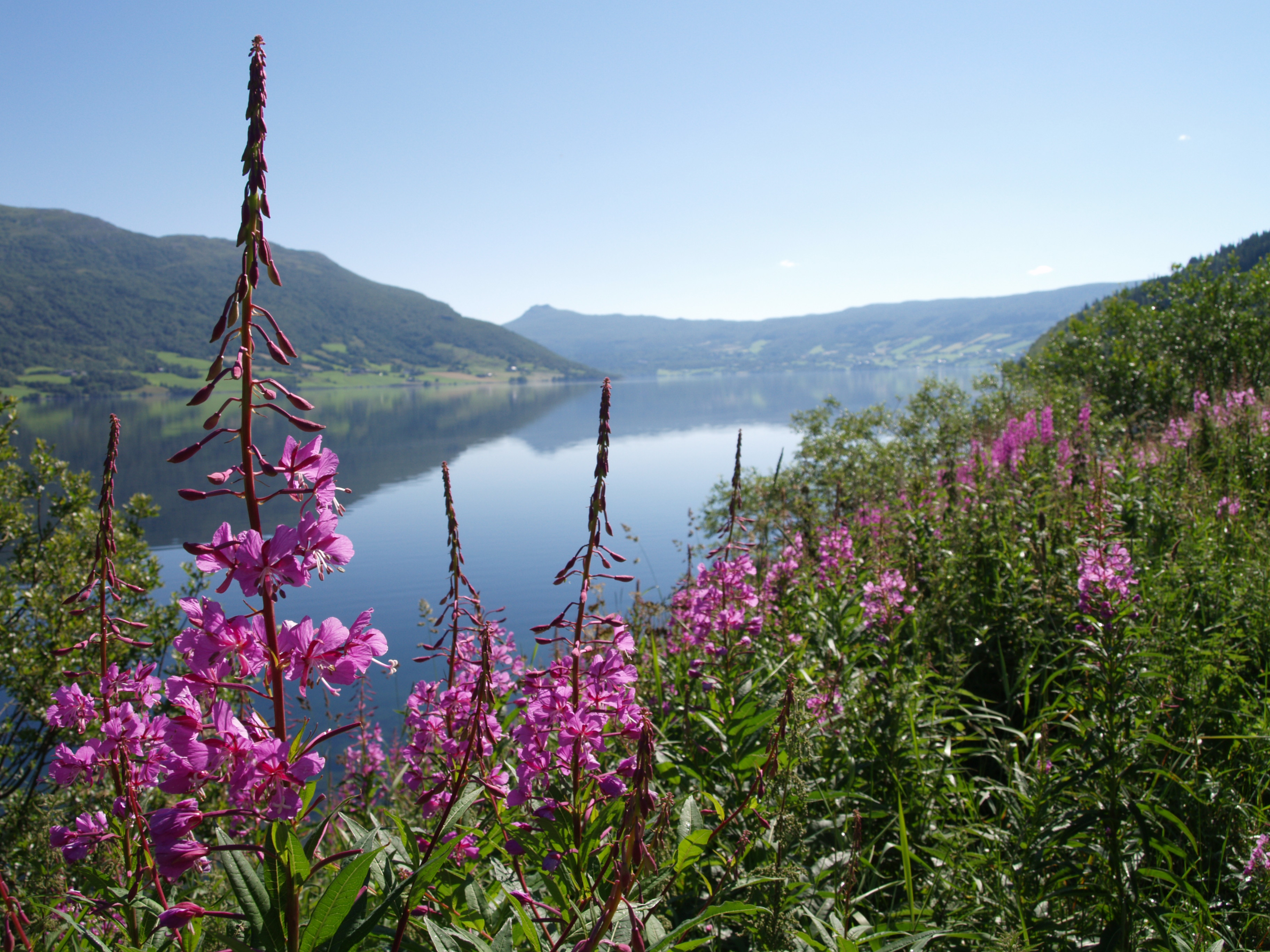
Autre vue du Vangsmjøse